# Blaufarbenwerk Oberschlema

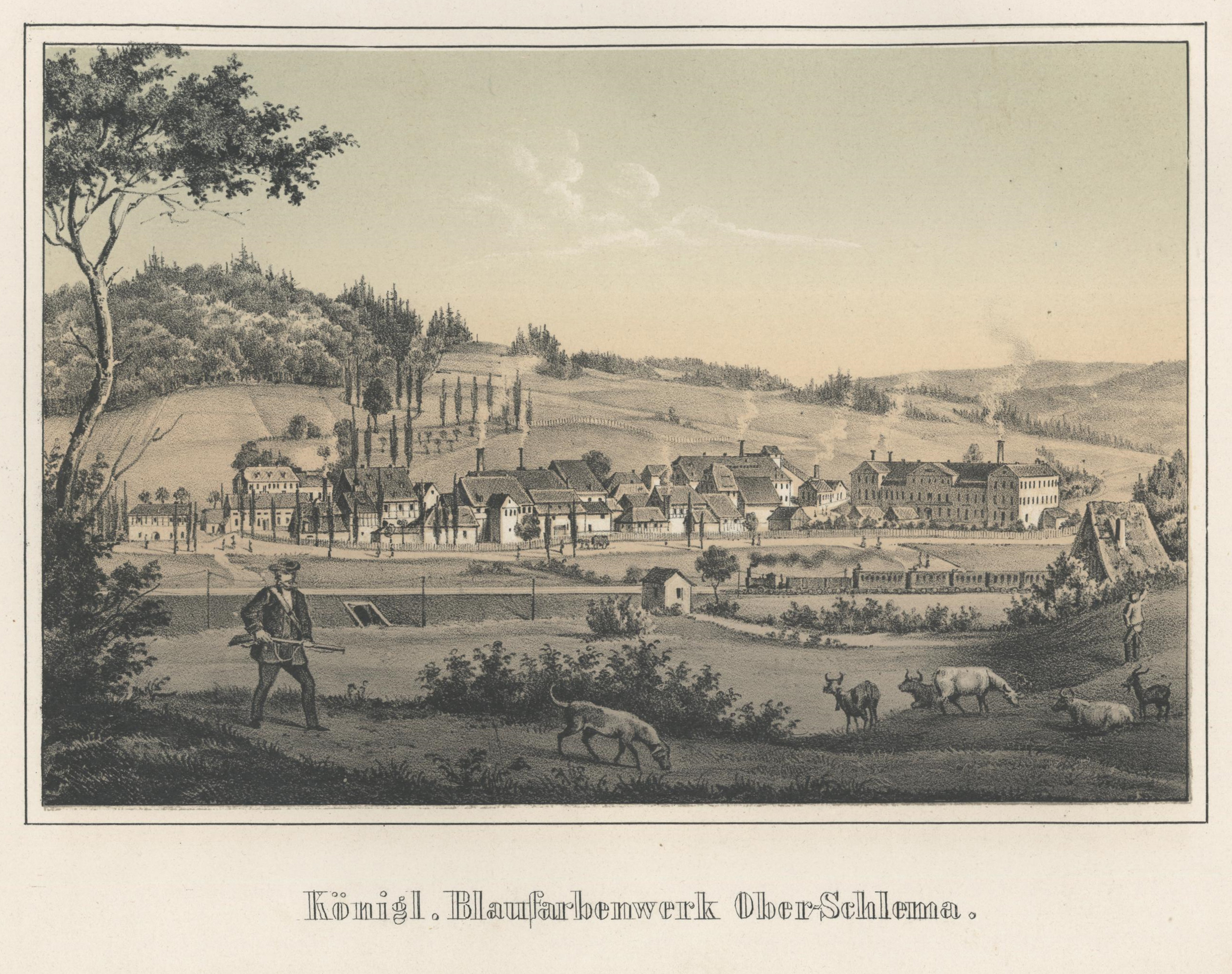
Königliches Blaufarbenwerk Ober-Schlema (um 1856)

Das Blaufarbenwerk Oberschlema war mit 42 Gebäuden einst das größte Blaufarbenwerk der Welt. Es wurde 1964 abgerissen. Heute erinnert eine gusseiserne Tafel an den Standort des Werkes in Bad Schlema im Erzgebirgskreis.

## Geschichte

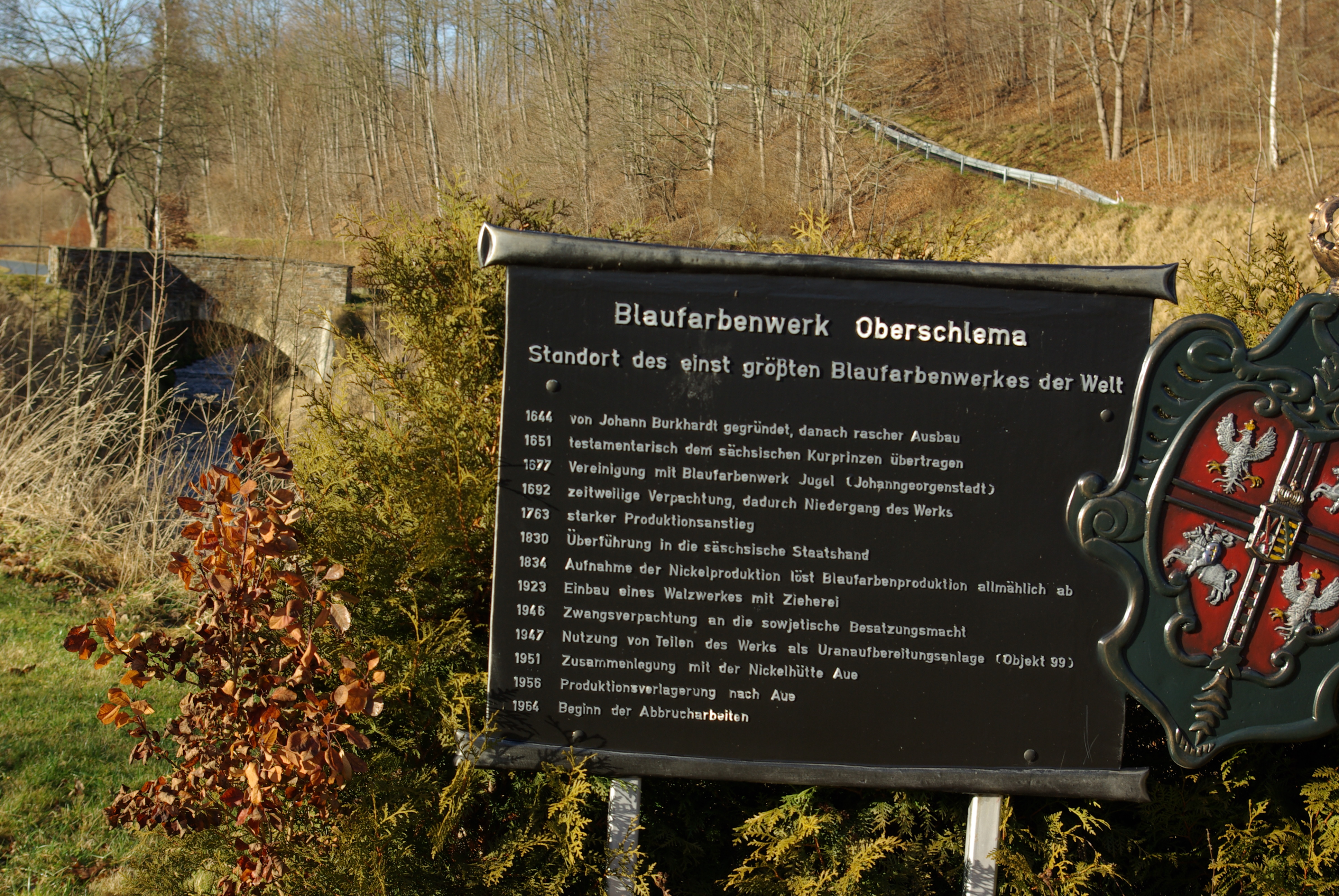
Gedenktafel am Standort des Blaufarbenwerks

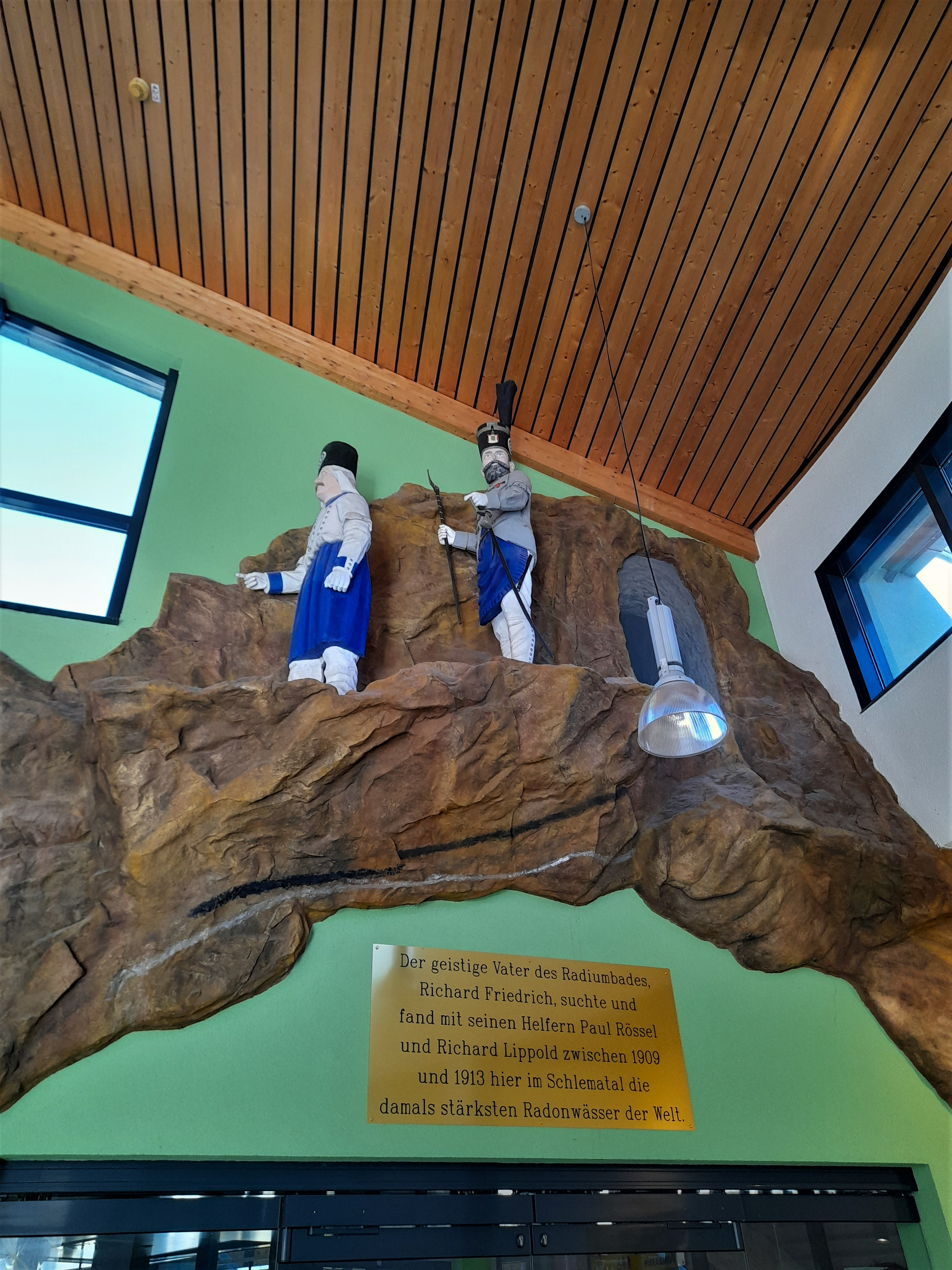
Geschnitzte Blaufarbenwerker im Gesundheitsbad Actinon Bad Schlema

Um 1520 führte Peter Weidenhammer das bekannte Verfahren zur Herstellung von Safflor im Erzgebirge ein. Die Entwicklung des heute bekannten Kobaltblaus gelang um 1540 dem Besitzer der Eulenhütte bei Neuhammer, Christoph Schürer. In den folgenden Jahrzehnten wurde bis auf zwei Versuche in Sachsen nur Safflor produziert und verkauft. Erst am 5. September 1641 erhielt der Schneeberger Stadtrichter und Gewerke Hans Burkhardt von Kurfürst Johann Georg I. das Privileg zum Bau einer Farbmühle bei Aue. Die Stadt Aue stellte sich aber gegen den Bau des Werkes. Als Standort wählte Burkhardt daraufhin Oberschlema. Hier sprach sich aber der Rat von Schneeberg dagegen aus. Erst durch die Vermittlung einer kurfürstlichen Kommission lenkte der Rat von Schneeberg unter der Bedingung der Zahlung von jährlich 12 Gulden an Schneeberg ein. Am 28. Juli 1642 erhielt Burkhardt vom Kurfürst das Privileg zum Bau einer Farbmühle. Der Bau der ersten Farbmühle im Kurfürstentum Sachsen erfolgte dann 1644. Das Hauptprodukt dieses Werkes war nun nicht mehr der Safflor, sondern das Endprodukt der Farbherstellung, die Smalte. Am 28. Juli 1649 wurde ein Kobaltkontrakt geschlossen in dem unter anderem verfügt wurde, das im Kurfürstentum Sachsen nur vier Blaufarbenwerke zugelassen werden. Nach dem Tod Burkhardts am 14. März 1651 wurde das Oberschlemaer Werk testamentarisch dem sächsischen Kurfürsten übertragen. 1665 erteilte Kurfürst Johann Georg II. der Glashütte in Jugel das Privileg zur Errichtung einer Farbmühle. Nach dem Einspruch der Besitzer der anderen drei Blaufarbenwerke widerrief der Kurfürst das Privileg 1666 wieder. 1668 kaufte er die in Geldnot geratene Glashütte auf und nutzte diese Gelegenheit, um sein Blaufarbenwerk in Oberschlema zu „verdoppeln“. Die im Kontrakt von 1649 festgeschriebene Aufteilung des Kobalterzes auf die vier Werke zu je einem Viertel wurde jetzt dahingehende geändert, das das Werk Oberschlema zwei Fünftel und die anderen drei Werke je ein Fünftel des Kobalterzes erhielten. In der Folge ließ das Interesse des Kurfürsten an dem Werk nach. Schon 1676 wurde eine Verpachtung in Erwägung gezogen. 1686 wurde mit den drei Privat-Blaufarbenwerken ein Kontrakt geschlossen, in dem sie sich verpflichteten die gesamte Produktion des Werkes in Oberschlema zu kaufen. 1692 wurde das Werk dann für jährlich 13.000 Gulden für 10 Jahre an die drei Privat-Blaufarbenwerke verpachtet. 1702 wurde die Pacht um weitere 10 Jahre zum gleichen Preis verlängert. 1712 wurde die Pacht um 12 Jahre für eine jährliche Pachtsumme von 20.000 Gulden verlängert. 1719 erwachte das Interesse des jetzigen Kurfürsten Friedrich August der Starke an dem Werk. Man hielt jetzt die Pachtsumme für zu gering und verlangte eine Entschädigung in Höhe von 1.404.000 Talern. 1722 einigte man sich, bei Verzicht auf weitere Forderungen, auf eine Summe von 150.000 Talern. Nach dem Ablauf der Pachtzeit 1724 ging das Werk wieder in die fiskalische Verwaltung zurück. Seit 1806 firmiert das Werk unter dem Namen Königlich-Sächsisches Blaufarbenwerk zu Oberschlema. Ab Mitte des 19. Jahrhunderts wurde die Produktionspalette um Wismut- und Nickelprodukte erweitert. Beim Bau der Schlematalbahn war der Standort des Blaufarbenwerkes ausschlaggebend für den Standort des Bahnhofes Oberschlema. Nach der Eröffnung der Bahnlinie im Jahr 1859 erhielt das gegenüber dem Bahnhof liegende Werk ein Anschlussgleis mit Drehscheibe.
Ab 1917 firmierte das Werk unter der Bezeichnung Staatliches Blaufarbenwerk Oberschlema.
1923 baute man ein eigenes Walzwerk mit Zieherei in das Blaufarbenwerk ein.
Am 1. April 1924 übernimmt das Freiberger Oberhüttenamt unter dem neuen Namen Generaldirektion der staatlichen Hütten- und Blaufarbenwerke die Leitung des Werkes.
Mit dem Beginn des Uranbergbaus 1946 in Oberschlema wurde auch das Areal des Blaufarbenwerkes durch die sowjetische Besatzungsmacht genutzt. Bis zum 1. September 1946 war in einem Teile des Werkes die sowjetische Kraftfahrtabteilung untergebracht. Im Sommer 1948 wurden in die Halle des Blechwalzwerkes die Uranaufbereitungsanlagen eingebaut und am 1. September 1948 als Objekt 99 der Wismut AG in Betrieb genommen. Bis zum Februar 1957 wurden hier ca. 2.720.000 t Uranerz nassmechanisch und chemisch aufbereitet. Im Werk waren anfänglich 1.200 Personen beschäftigt. Die Wismut AG hatte insgesamt ca. 12.500 m2 Betriebsgebäude und 13.600 m2 Betriebsflächen, das sind ca. 50 Prozent des Betriebes, in Beschlag gelegt.
Mit dem Befehl Nr. 240 der SMAD vom 7. Juli 1948 wurde das im Besitz des Landes Sachsen befindliche Werk der Industrieverwaltung 5 des Landes Sachsen unterstellt. Zum 1. Januar 1949 wurde es in den VVB Buntmetalle mit Sitz in Freiberg, als VEB Hütten- und Blaufarbenwerk Oberschlema eingegliedert. 1951 erfolgte die Zusammenlegung mit dem VEB Hütten- und Blaufarbenwerk Aue zum VEB Nickelhütte Aue/Sa. 1957 erfolgte die Rückgabe der durch die SDAG Wismut genutzten Betriebsflächen an den VEB Nickelhütte Aue/Sa. In der Folge wurde die Produktion in Aue konzentriert und ab 1960 die gesamte Produktion von Oberschlema nach Aue verlagert. 1964 begann der Abriss der Betriebsgebäude. An den Standort des Blaufarbenwerkes erinnert heute eine gusseiserne Tafel am Ende des neu entstandenen Kurparks gegenüber der Freiwilligen Feuerwehr Bad Schlema.

## Verwendung des Schlemaer Kobaltblaus
Das im Blaufarbenwerk Oberschlema hergestellte Kobaltblau fand unter anderem Verwendung in Delfter Kacheln, Meißner Porzellan und böhmischem Glas.

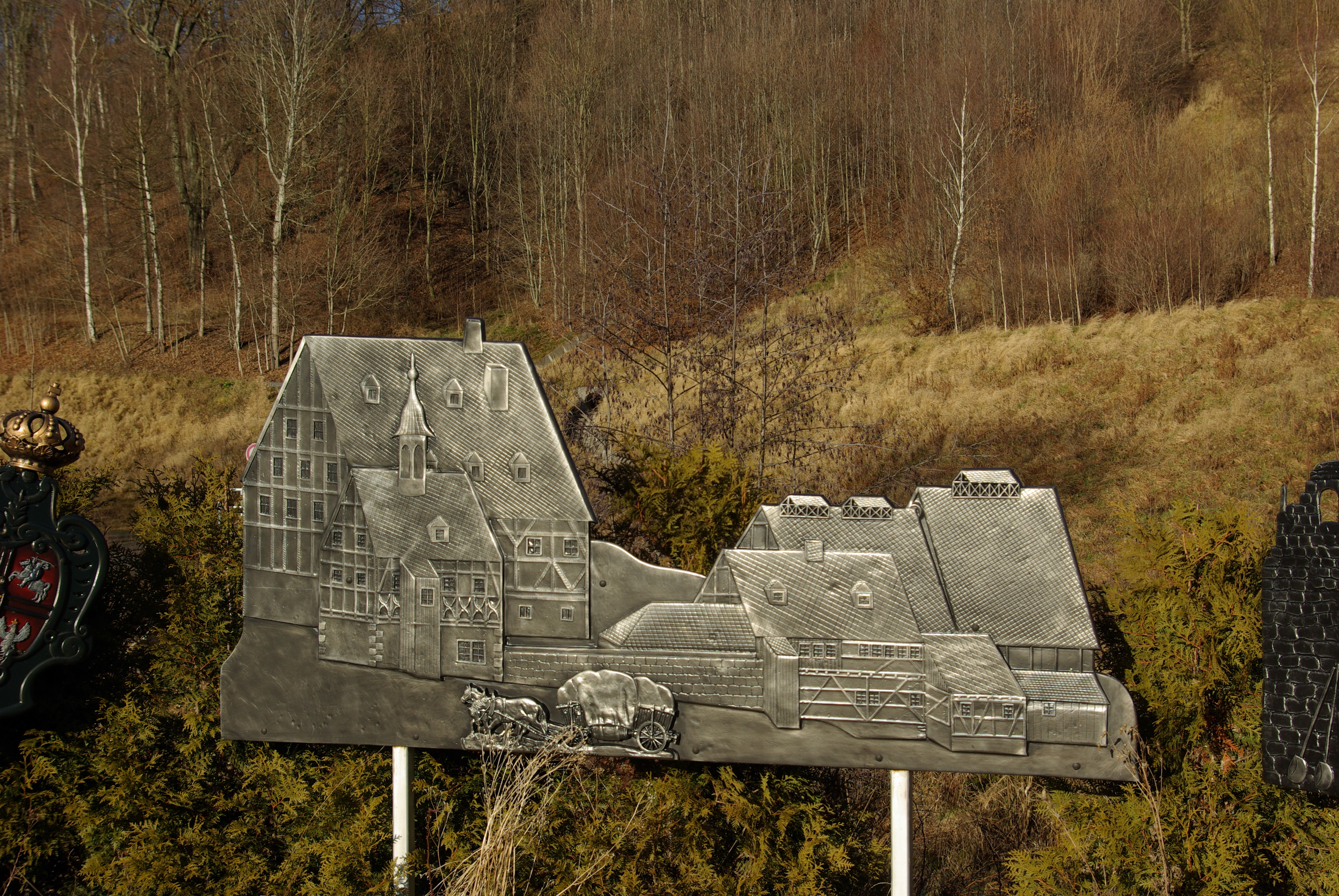
Aussehen des historischen Blaufarbenwerks Oberschlema

## Verkehrsanbindung
Die Gebäude des Blaufarbenwerkes befanden sich am unteren Ende von Oberschlema in Richtung Niederschlema und lagen an der Verbindungsstraße der beiden Orte. Seit 1859 hatte das Werk einen Eisenbahnanschluss der Schlematalbahn zum gegenüberliegenden Bahnhof Oberschlema. Über eine Drehscheibe führte im rechten Winkel ein Gleis in das Werk, welches zunächst von Pferden, später von einem Seilzug bedient wurde.
Durch den exzessiven Uranbergbau der Nachkriegszeit kam es zu Bodendeformationen im Gebiet zwischen dem Kurbad und dem Blaufarbenwerk, worauf es 1952 zur Teileinstellung der Eisenbahnstrecke von Oberschlema nach Schneeberg und letztendlich auch zum Abbruch des Werkes im Jahr 1964 kam.

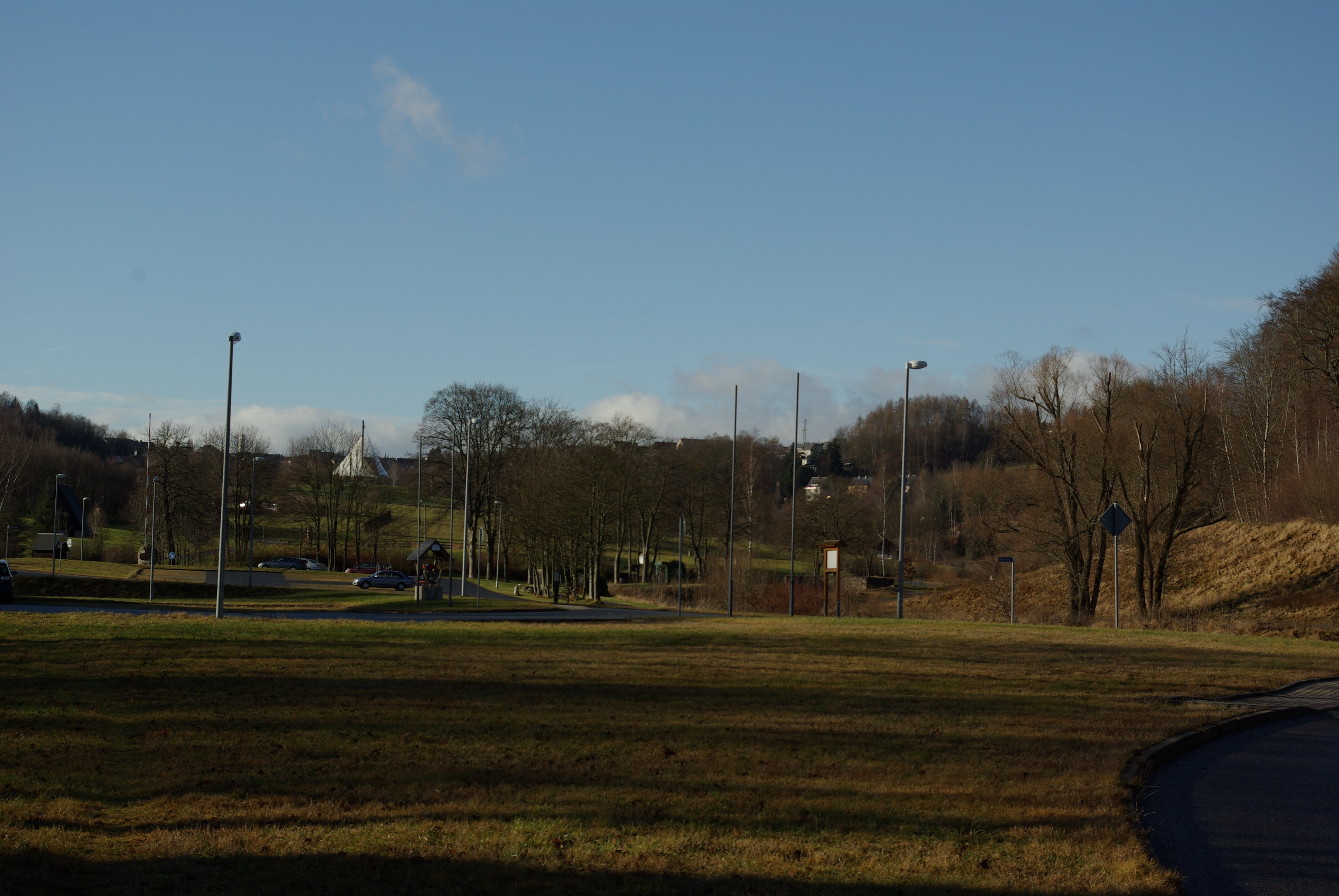
Ehemaliger Standort heute

## Persönlichkeiten
- Richard Franz Friedrich (1848–1916), Werksbaumeister, Mitbegründer des Radiumbades Oberschlema. Er arbeitete von 1872 bis 1913 im Blaufarbenwerk Oberschlema.